# Jesper Christensen
Jesper Christensen (Copenhague, 16 de mayo de 1948) es un actor danés.

## Biografía
Habla perfectamente danés, alemán e inglés, y puede hablar francés e italiano. Está casado con la actriz y directora de cine Tove Bornhoeft desde el año 2000 y tiene dos hijas.

## Carrera
Veterano del cine europeo, recientemente ha hecho la transición a proyectos de idioma inglés, como La intérprete. 
También ha aparecido como el misterioso villano Mr. White en las películas de James Bond: Casino Royale, Quantum of Solace y Spectre.
En su país de origen, Christensen ha ganado cuatro premios Bodil, tres al mejor actor (Hor, var der ikke en som lo?, Baenken y Drabet) y el de mejor actor de reparto (Bárbara).
En 2006, Jesper Christensen declinó la oferta para recibir la Cruz de Caballero de la Orden de Dannebrog. Dijo que pensaba que toda la idea de la monarquía es un delito perpetrado por los miembros de la familia real, y no encaja con el mundo actual.

## Filmografía
- 1976: Strømer
- 1977: Pas på ryggen, professor
- 1977: Hærværk
- 1978: Vinterbørn
- 1978: Hør, var der ikke en som lo?
- 1978: Vil du se min smukke navle?
- 1978: Hvem myrder hvem?
- 1979: Charly & Steffen
- 1979: Trællenes oprør
- 1980: Trællenes børn
- 1980: Verden er fuld af børn
- 1980: Undskyld vi er her
- 1981: Har du set Alice?
- 1983: Forræderne
- 1987: Nana
- 1987: Hip Hip Hurra
- 1988: Skyggen af Emma
- 1989: Retfærdighedens rytter
- 1990: Dagens Donna
- 1992: Sofie
- 1993: Den russiske sangerinde
- 1994: Min fynske barndom
- 1996: Hamsun
- 1996: Tøsepiger
- 1996: Balladen om Holger Danske
- 1997: Sekten
- 1997: Bárbara
- 1998: Albert
- 1999: I Kina spiser de hunde (‘en China comen perros’)
- 2000: Bænken
- 2000: Anna
- 2000: Italiensk for begyndere o Italiano para principiantes
- 2001: At klappe med een hånd
- 2001: Grev Axel
- 2002: Okay
- 2002: Små ulykker
- 2003: Arven
- 2003: Møgunger
- 2003: Nissernes Ø
- 2005: La intérprete
- 2005: Manslaughter
- 2006: Casino Royale
- 2008: Flame & Citron
- 2008: Everlasting Moments
- 2008: Quantum of Solace
- 2009: The Young Victoria
- 2010: A Family
- 2011: The Debt
- 2011: Melancholia
- 2012: Truth and Consequence
- 2013: Nymphomaniac
- 2015: Spectre
- 2014-: Arvingerne